# Premis Valencià de l'Any
Els Premis Valencià de l'Any són uns guardons culturals atorgats per part de la Fundació Huguet. Reconeixen a les personalitats o entitats que han realitzat una tasca de defensa de la llengua en el món literari però també de l'art, la cultura i la ciència, o fins i tot la política i l'economia. La seva primera edició va ser el 1968, i des de 1972 se celebren de manera anual. El 1997 va començar a entregar-se dos distincions per edició, essent des del 2001 una per a personalitat i l'altra per a entitat.

## Guardonats amb el Premi Valencià de l'Any
| Edició | Any   | Guardonat                                                            | Observacions |
| ------ | ----- | -------------------------------------------------------------------- | --- |
| 1a     | 1968  | Nicolau Primitiu Gómez Serrano                                       | |
| 2a     | 1972  | Àngel Sánchez Gozalbo                                                | |
| 3a     | 1973  | Manuel Sanchis Guarner                                               | |
| 4a     | 1974  | Joan Fuster Ortells                                                  | |
| 5a     | 1975  | Vicent Andrés Estellés                                               | |
| 6a     | 1976  | Joan Senent Anaya                                                    | Editor de la revista Gorg.                                                                                       |
| 7a     | 1977  | Pere Riutort i Mestre                                                | |
| 8a     | 1978  | Adolf Pizcueta i Alonso                                              | |
| 9a     | 1979  | Joaquín Maldonado Almenar                                            | |
| 10a    | 1980  | Casimir Melià Tena                                                   | |
| 11a    | 1981  | Josep Lluís Barceló Rodríguez                                        | |
| 12a    | 1982  | Germà Colón i Domènech                                               | |
| 13a    | 1983  | Arcadi Garcia i Sanz                                                 | |
| 14a    | 1984  | Ciprià Ciscar Casaban                                                | Per l'aprovació de la Llei d'Ús i Ensenyament del Valencià.                                                      |
| 15a    | 1985  | Josep Fibla i Viciano                                                | |
| 16a    | 1986  | Miquel Peris i Segarra                                               | |
| 17a    | 1987  | Ramon Lapiedra Civera                                                | |
| 18a    | 1988  | Patronat del Misteri d'Elx                                           | En representació tant del Misteri com del poble d'Elx. Replega el premi Antonio Serrano, president del patronat. |
| 19a    | 1989  | Vicent Sos Baynat                                                    | |
| 20a    | 1990  | Amics de la Televisió Valenciana                                     | Replega el guardó Antoni Maria Badia i Margarit, president de l'entitat.                                         |
| 21a    | 1991  | Universitat Jaume I                                                  | Replega el premi Francesc Michavila Pitarch, rector de la universitat.                                           |
| 22a    | 1992  | Emili Beüt i Belenguer                                               | |
| 23a    | 1993  | Sofia Salvador i Monferrer                                           | |
| 24a    | 1994  | Vicent Ventura i Beltran                                             | |
| 25a    | 1995  | Centre Excursionista de Castelló                                     | En el seu 40è aniversari. Replega el premi Francisco Navarro Ventura, president de l'entitat.                    |
| 26a    | 1996  | Matilde Salvador i Segarra                                           | |
| 27a    | 1997  | Enric Valor i Vives Bancaixa                                         | Per la seva obra social i cultural. Replega el guardó José María Catalunya, membre del consell d'administració.  |
| 28a    | 1998  | Francesc Ferrer Pastor Fernando Villalonga Campos                    | |
| 29a    | 1999  | Francesc de Paula Burguera i Escrivà Alfred Giner Sorolla            | |
| 30a    | 2000  | Josep Lluís Bausset i Ciscar Ramon Cerdà Garrido                     | |
| 31a    | 2001  | Manuel Castellet i Solanas Partits signants del Pacte per la Llengua | President de l'IEC. Repleguen el Premi Josep Vicent Felip (PPCV), Isabel Escudero (PSPV) i Pere Mayor (BNV).     |
| 32a    | 2002  | Francesc Pascual Mas El poble de Castelló                            | En el 70è aniversari de les Normes. Replega el Premi José Luis Gimeno, alcalde de la ciutat.                     |
| 33a    | 2003. | Carles Santos Ventura Associació Cultural La Barraca                 | Replega el premi Alejandra González, presidenta de l'associació.                                                 |
| 34a    | 2004  | Joan Francesc Mira i Casterà Fundació Dávalos Fletcher               | Replega el premi José Vicente Ramón, membre de la fundació.                                                      |
| 35a    | 2005  | Josep Sánchez Adell Centre Excursionista d'Ontinyent                 | Replega el guardó Joan Bleda Sanchis, president de l'entitat.                                                    |
| 36a    | 2006  | Rafael Ribes Pla Patronat del Tractat d'Almisrà                      | Replega el premi Josep Guia.                                                                                     |
| 37a    | 2007  | Pere Maria Orts i Bosch Jornades Culturals a la Plana de l'Arc       | |
| 38a    | 2008  | Carmelina Sánchez-Cutillas Xarxa Teatre                              | |
| 39a    | 2009  | Manuel Costa Talens Festival de Danses de l'Antiga Corona d'Aragó    | |
| 40a    | 2010  | Emili Rodríguez Bernabeu Castelló a Escena                           | |
| 41a    | 2011  | Isabel-Clara Simó Escola Valenciana                                  | |
| 42a    | 2012  | Ramon Pelegero i Sanchis (Raimon) El Betlem de la Pigà               | |
| 43a    | 2013  | Avel·li Flors Bonet Al Tall                                          | |
| 44a    | 2014  | Vicent Partal Montesinos Els Llauradors                              | |
| 45a    | 2015  | Antoni Royo Pérez Aplec dels Ports                                   | |
| 46a    | 2016  | Rafael Cebrián Gimeno Saó                                            | |
| 47a    | 2017  | Carme Barceló Torres Benjamí Barberà i Miralles                      | |
| 48a    | 2018  | Rosa Serrano i Llàcer Associació de Dones Nacionalistes Terra        | |
| 49a    | 2019  | Maria Conca i Martínez Societat Castellonenca de Cultura             | |
| 50a    | 2020  | Manifest sanitat en valencià Pep Martí Barreda                       | |
| 51a    | 2021  | Josep Daniel Climent Martínez Editorial Afers                        | |
| 52a    | 2022  | Joan Antoni Carrasquer Centre d'Estudis dels Ports                   | |
| 53a    | 2023  | Pep Oria Martínez Institut Interuniversitari de Filologia Valenciana | |